# Steina
Steina település Németországban, azon belül Szászország tartományban. Lakosainak száma 1656 fő (2023. december 31.).

## Népesség
A település népességének változása:
| Lakosok száma | 1629 | 1617 | 1648 | 1657 | 1656 |
|               | 2017 | 2019 | 2021 | 2022 | 2023 |